# Административное здание объединения «Кривбассруда»
Административное здание объединения «Кривбассруда» (укр. Адміністративна будівля об'єднання «Кривбасруда») — памятник архитектуры местного значения в городе Кривой Рог Днепропетровской области Украины.

## История
Построено в 1959 году по индивидуальному проекту архитекторов Василия Суманеева и Нелли Мухачёвой.
Изначально было административным зданием производственного объединения «Ленинруда» на руднике ХХ партсъезда (ныне «Сухая Балка»).
В 1973 году состоялось объединение трестов «Ленинруда» и «Дзержинскруда» и в здании начало действовать производственное объединение «Кривбассруда».
В 1987 было создано государственное производственное объединение горнорудных и нерудных предприятий юга «Южруда», объединяющее всю горнорудную промышленность Украины. В 1991 году переименован в концерн «Укррудпром».
В 1992 году объединение «Кривбассруда» реструктуризовано, в 1998 году ликвидировано. Сейчас в здании располагается Криворожский железорудный комбинат.
12 апреля 1996 года, распоряжением главы Днепропетровской государственной администрации № 158-р, объявлено памятником архитектуры местного значения города Кривой Рог под охранным номером 140.

## Характеристика
Находится в Покровском районе по улице Симбирцева, 1а.